# کیتسک ایم سوسال
کیتسک ایم سوسال (به آلمانی: Kitzeck im Sausal) یک منطقهٔ مسکونی در اتریش است که در لیبنیتس واقع شده‌است. کیتسک ایم سوسال ۱٬۲۱۴ نفر جمعیت دارد.